# Homalotyloidea africana
Homalotyloidea africana is een vliesvleugelig insect uit de familie Encyrtidae. De wetenschappelijke naam is voor het eerst geldig gepubliceerd in 1973 door Hill.